# Centar (stranka)
Centar je hrvatska liberalna parlamentarna politička stranka utemeljena 2015. godine pod nazivom Pametno. Vrijednosti koje stranka zagovara su promicanje liberalne demokracije i socijalne politike, odgovorno i transparentno upravljanje javnim resursima, aktivna zaštita ljudskih prava te zaštita okoliša. Prioriteti stranke su strukturalna reforma, obrazovanje i znanost. Stranka je članica Saveza liberala i demokrata za Europu.
Dana 16. studenoga 2020. na izbornoj skupštini stranka je preimenovana u sadašnji naziv. Na izbornoj je skupštini 6. studenoga 2021. za predsjednika stranke izabran hrvatski političar i fizičar Ivica Puljak koji je te godine izabran za gradonačelnika grada Splita pobijedivši u prvome krugu HDZ-ovog kandidata Vicu Mihanovića.
Dana 5. ožujka 2024., uoči parlamentarnih izbora, Centar je zajedno s devet stranaka političkoga centra i ljevice potpisao dogovor o zajedničkom izlasku na izbore pod imenom „Koalicija za bolju Hrvatsku”, koja je zatim preimenovana u „Rijeke pravde”.

## Političko djelovanje

### Split
Stranka je potekla iz grada Splita, gdje je i najaktivnija. Na lokalnim izborima 2017., stranka je osvojila 7 od 35 mandata, a u gradsko vijeće ušli su Marijana Puljak, Jakov Prkić, Natalia Tafra Bazina, Sani Mardeši, Kristina Vidan, Renato Čupić i Ante Renić. Stranka djeluje u opoziciji i vrlo je aktivna u gradskom vijeću.
Stranka se na lokalnoj razini zalaže za pretvaranje Splita u pametni grad.
Na lokalnim izborima 2021., stranka Centar osvaja sedam mandata za gradsko vijeće grada Splita, dok gradonačelnički kandidat dr. sc. Ivica Puljak u drugom krugu izbora pobjeđuje kandidata HDZ-a Vicu Mihanovića, osvojivši ukupno 35 565 glasova.
Na izvanrednim lokalnim izborima 2022., stranka Centar osvaja petnaest mandata za gradsko vijeće grada Splita, a na izborima za gradonačelnika Ivica Puljak kandidata HDZ-a Zorana Đogaša pobjeđuje u drugom krugu izbora.

## Izbori

### Hrvatski parlamentarni izbori 2020.
Na parlamentarnim izborima 2020. godine stranka izlazi u koaliciji s Fokusom i Strankom s imenom i prezimenom te po prvi put postaje parlamentarna stranka. Koalicija osvaja 5,42 % glasova u 10. izbornoj jedinici, čime Marijana Puljak na temelju preferencijalnih glasova osvaja zastupnički mandat.
| Izbori | U koaliciji sa                        | Broj birača        | %                  | Broj zastupnika u saboru | Promjena       | Dio Vlade?     |
| Izbori | U koaliciji sa                        | (cijela koalicija) | (cijela koalicija) | (samo Pametno)           | (samo Pametno) | (samo Pametno) |
| ------ | ------------------------------------- | ------------------ | ------------------ | ------------------------ | -------------- | -------------- |
| 2015.  |                                       | 3268               | 0,15               | 0 / 151                  | ▬              | Oporba         |
| 2016.  | Za grad                               | 38 812             | 2,06               | 0 / 151                  | ▬              | Oporba         |
| 2020.  | Fokus – Stranka s imenom i prezimenom | 66 399             | 3,98               | 3 / 151                  | 1              | Oporba         |

| Izbori | U koaliciji sa | Broj birača        | %                  | Broj zastupnika u EP-u | Promjena       |
| Izbori | U koaliciji sa | (cijela koalicija) | (cijela koalicija) | (samo Pametno)         | (samo Pametno) |
| ------ | -------------- | ------------------ | ------------------ | ---------------------- | -------------- |
| 2019.  | Unija Kvarnera | 15 074             | 1,40               | 0 / 12                 | ▬              |

## Vanjske poveznice
- Službena stranica, strankacentar.hr